# ماسائو مارویاما
ماسائو مارویاما (انگلیسی: Masao Maruyama؛ زادهٔ ۱۹ ژوئن ۱۹۴۱) پویانما، تهیه‌کننده فیلم، و تهیه‌کننده تلویزیونی اهل ژاپن است.